# モーダルシフト
モーダルシフト（modal shift）、モビリティシフト（Mobility transition）とは、交通（貨物輸送を含む) およびモビリティを、再生可能エネルギー資源を使用した持続可能な輸送に転換し、民間交通機関と地域の公共交通機関のいくつかの異なるモードを統合する一連の社会的、技術的、政治的プロセスである。
モーダルシフトによって輸送速度の低下＝輸送時間の長期化や積み替え作業の増加などの損失も見込まれるが、あくまでも主目的は二酸化炭素（CO2）排出量の削減にある 。
モーダルシフトは1997年（平成9年）に開催された第3回気候変動枠組条約締約国会議（京都会議）において、
二酸化炭素（CO2）排出削減の取り組みの1つとして注目されるようになった。例えば営業用貨物車の二酸化炭素排出量と比較すると、内航船の二酸化炭素排出量は約20 %であり、鉄道の二酸化炭素排出量は約12 %である。
この他にもモーダルシフトの副次的効果として次のような効果が挙げられる。
- 排気ガスに含まれる有害物質による大気汚染・酸性雨の防止。
- エネルギー効率の改善[1]。
- 道路交通の混雑解消[1]（交通渋滞の緩和）及び交通事故の抑制[1]。
- 物流における人手不足（労働力不足）の解消[3]及び運賃の抑制[3]。
- エネルギー消費効率の向上
  - 単位輸送量あたりの二酸化炭素（CO2）排出量が、貨物鉄道は営業用トラックの約1/11、内航海運は同約1/5と、環境負荷が小さい[4]。
- 交通渋滞の緩和
- 交通事故の削減
- トラックドライバーの労働環境改善
  - 特に2024年4月から時間外労働の上限規制が適用された（2024年問題）ことにより、長距離輸送をトラックのみで維持することが困難になりつつあり、代替手段としての鉄道・海運への期待が高まっている[5]。

## 新モーダルシフト
近年、国土交通省は従来のトラックから鉄道・海運への転換だけでなく、陸・海・空のあらゆる輸送モードを総動員する「新モーダルシフト」を推進している。これには、1台で大型トラック2台分の輸送が可能なダブル連結トラックや、自動運転技術を活用したトラック隊列走行による幹線輸送の効率化、新幹線や航空機の空きスペースを活用した貨物輸送などが含まれる。これにより、多様な輸送手段を組み合わせ、より強靱で効率的な物流ネットワークの構築を目指している。

## 旅客輸送

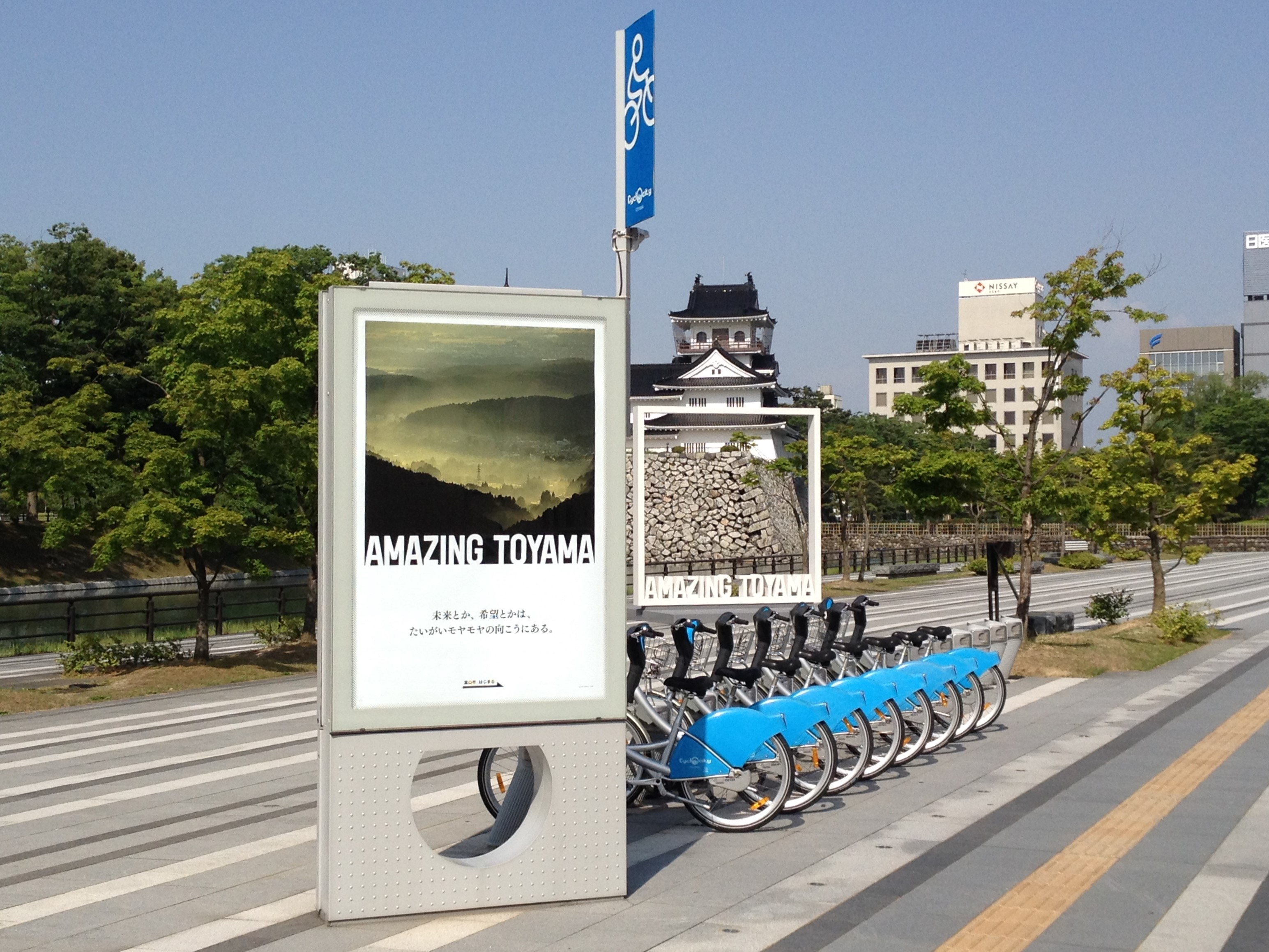
富山市の磁気カード方式自転車シェアリング「アヴィレ」

旅客輸送におけるモーダルシフトは、自家用車などでの移動から公共交通機関や自転車を利用しての移動に替えることである。
環境問題や交通渋滞緩和などの理由から、モーダルシフトの為に自転車や公共交通重視の政策を進める動きがあり、特に原油価格高騰時には自動車での移動コストが高騰したため自転車や公共交通が見直されるきっかけとなった。
しかし日本では公共交通は黒字が当然という意識が強く、日本政府の公的支援も道路関係に比べて公共交通に対する支援額が極めて少ない。北海道に至っては廃止された、または廃止が検討されている鉄道路線と並行して高規格道路の建設が進められている。

### 短距離航空の禁止
短距離航空の禁止とは、航空の環境への影響を防ぐために、政府や組織が特定の距離については航空機の利用を禁止すること。
- オーストリア: 2020年6月に、350キロメートル以下の航空券に対して30ユーロの特別税を課税、また鉄道で3時間以内の距離については航空路線の設定を禁止[9]。
- フランス: 2020年6月、2.5時間以内の航空路線の設定が禁止された[9]。これによりエールフランスの国内路線は40%が削減された[10] 。
- オランダ: 2019年3月、オランダ下院は150キロメートル以下の航空路線を禁止する提案を決議した[11] [12]。

## 貨物輸送の転換

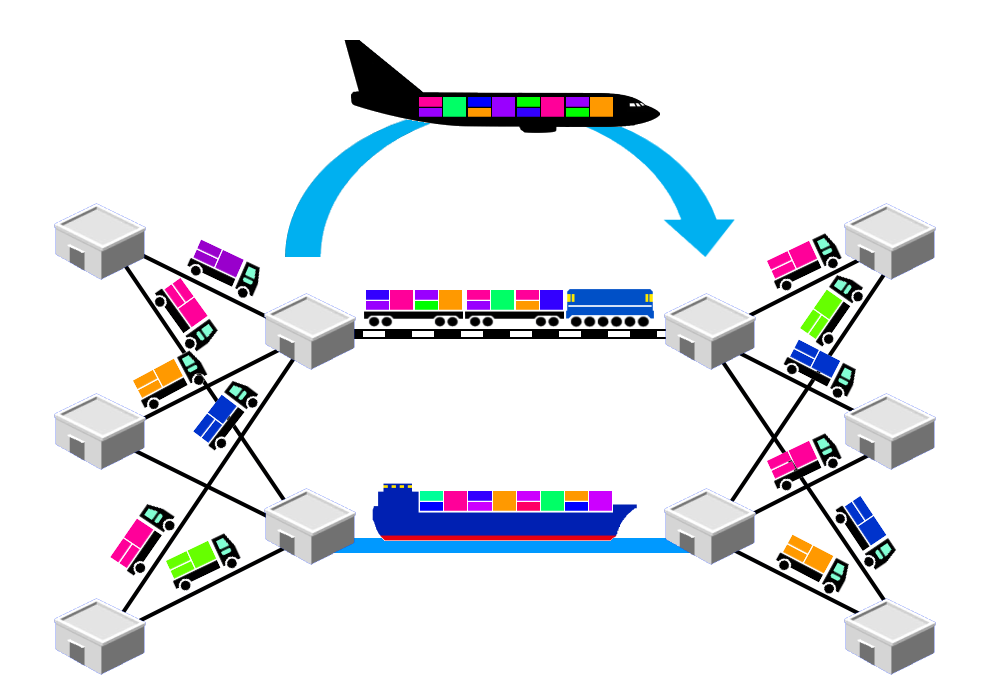
貨物輸送のモーダルシフトにより二酸化炭素（CO_{2}）排出量を削減する。

貨物輸送におけるモーダルシフトは、貨物トラックによる輸送を内航船輸送や鉄道貨物輸送に切り替えることを言う。
カーフェリーを利用してトラックそのものを航送する「モーダルシフト」も、数多く利用されている。鉄道に比べて速達性には劣るが、単にトラック輸送するよりも単位輸送量が大きく、トラックごと運ぶため荷の積み替えの時間と手間がかからないのが特徴である。
島国の日本では海運が利用できるため鉄道貨物利用は苦戦している。

### 輸送費用及び効果
物流過程で例えば出荷工場から相手方倉庫まで貨物を輸送する場合でも、通常、出荷工場から駅や港まで、また駅や港から相手方倉庫までは貨物トラックを利用しなければならないため、モーダルシフトの導入には費用対効果を考慮する必要がある。一般にモーダルシフトの効果を出すには、輸送距離が500 km以上の貨物輸送が目安とされている。しかしながら、長良川鉄道の一部区間を利用した貨客混載列車のように、
商用での貨物輸送であるのにもかかわらず、それより短距離でも自動車から鉄道での輸送に切り替えた例も見られる。
なお、市街地では貨物トラックではなく自転車による輸送が組み合わされることもある。

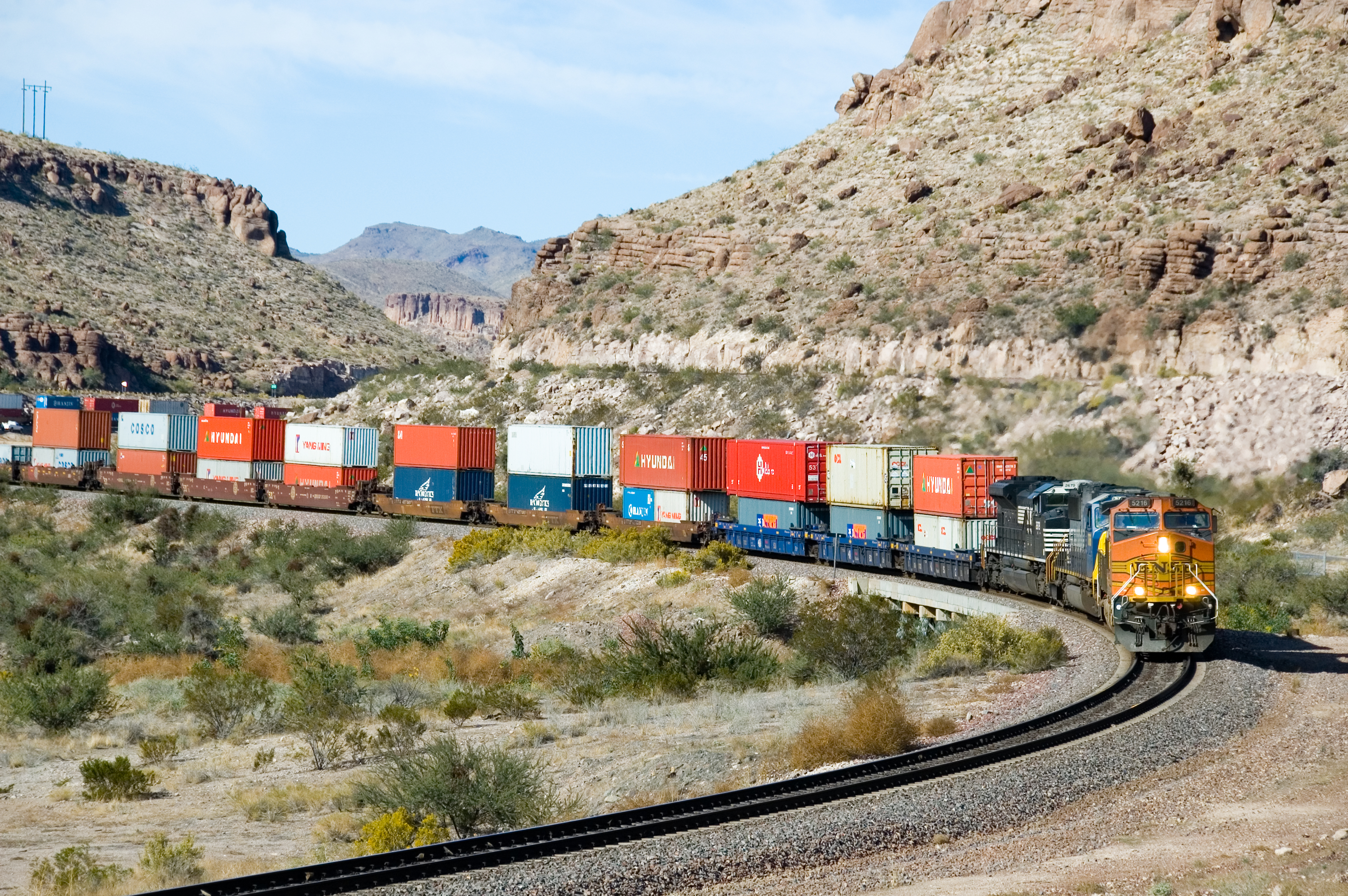
貨物列車
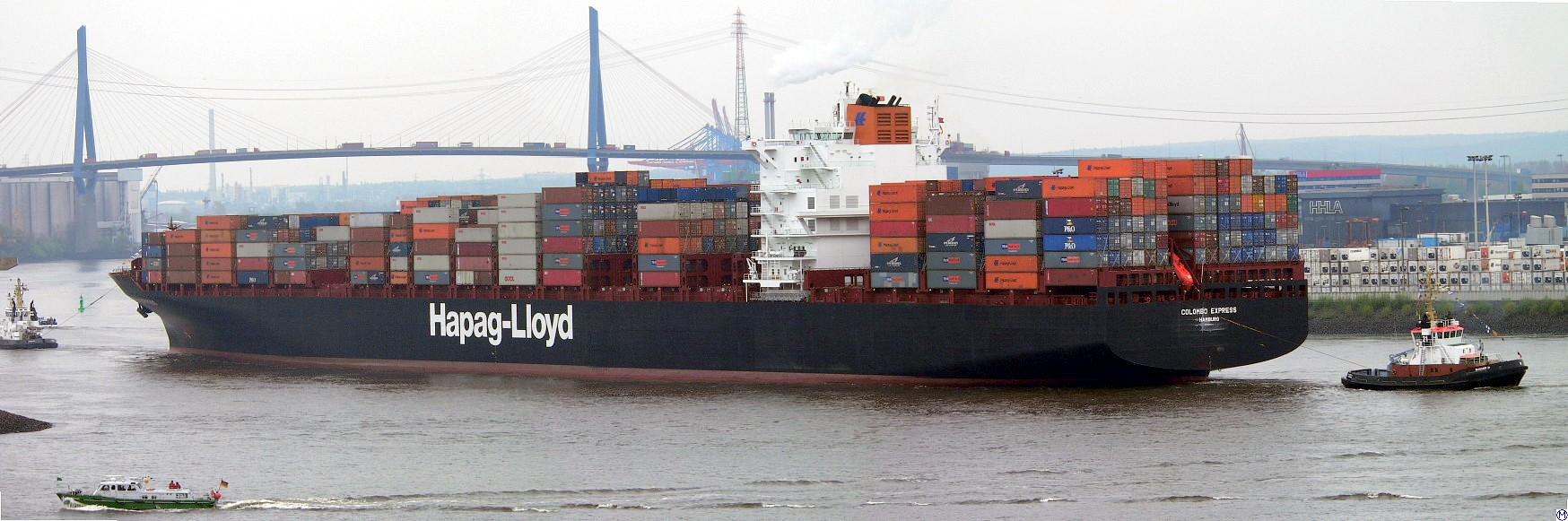

- 説明2=貨物船（コンテナ船）
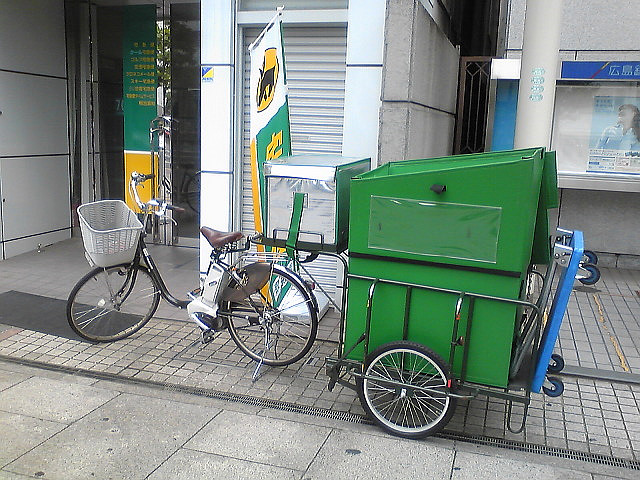
自転車による貨物輸送
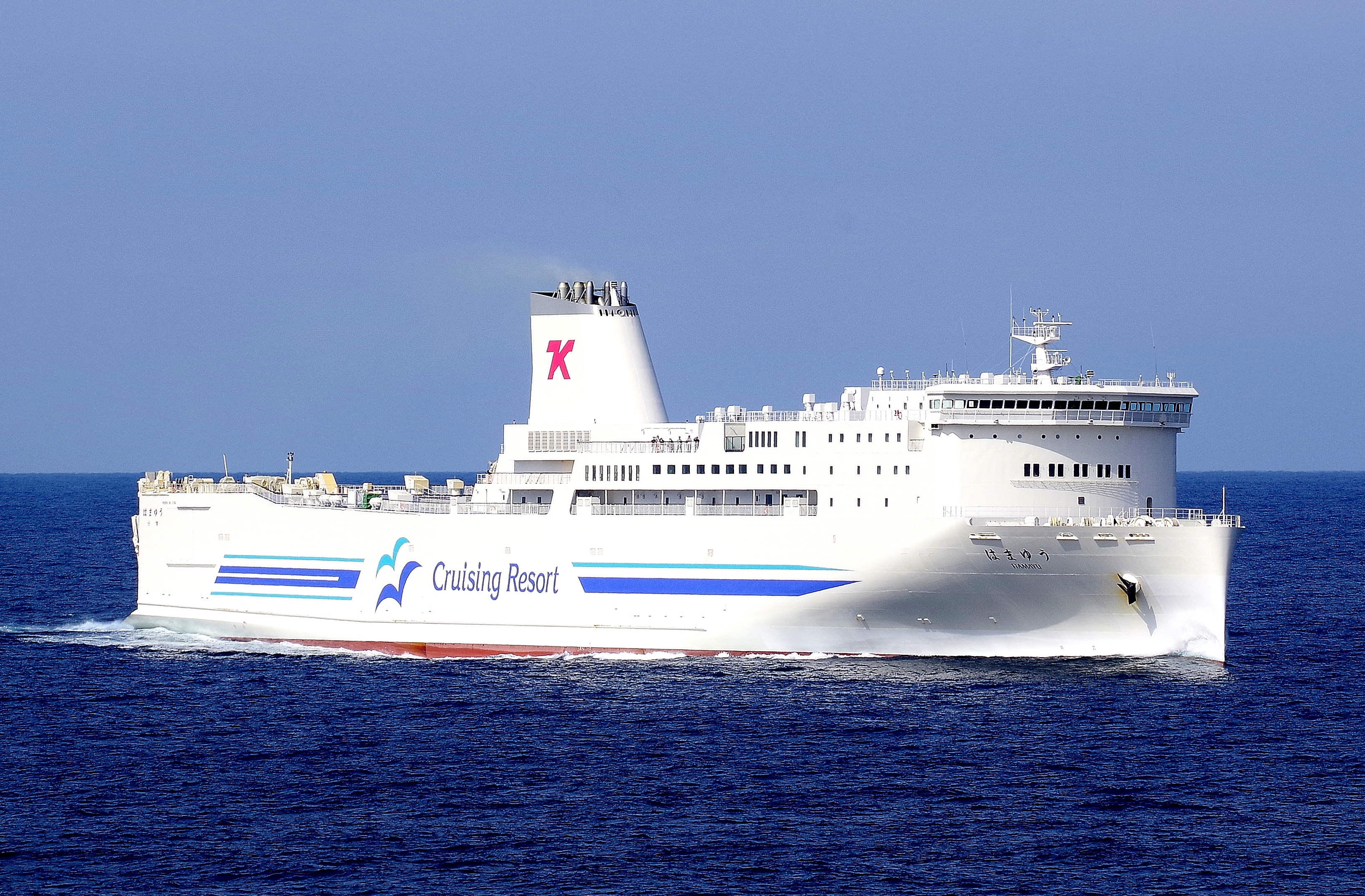
モーダルシフトの波は、特にフェリーに及び、日本でも2021年、22年ぶりに長距離フェリー（東京九州フェリー）が就航した[14]。